# Ludwig Kathariner
Ludwig Kathariner  (* 5. Januar 1868 in Fulda; † 23. Juni 1920 in Freiburg im Üechtland) war ein deutscher Zoologe. Nach 1874 besuchte er die Volksschule und das Gymnasium in Fulda. Anschließend studierte er in Marburg und Würzburg und promovierte im Jahr 1884 in Philosophie und Medizin.
Von 1896 bis 1920 war Kathariner an der Universität Freiburg in der Schweiz Professor für Zoologie.
Er war Mitglied der katholischen Studentenverbindungen KDStV Markomannia Würzburg und KDStV Teutonia Freiburg im Uechtland im CV.

## Forschungsreisen
- 1894: Forschungsreise nach Kleinasien (Türkei)
- 1899: Forschungsreise nach Nordafrika (Tunesien), Arbeiten über die Anatomie und Biologie der Reptilien.

## Publikationen von Ludwig Kathariner
- Kathariner, Ludwig: Anatomie und Mechanismus der Zunge der Vermilinguier. (Aus: Jenaische Zeitschr. f. Naturw.,  Bd. XXIX, N.F. xxn – M. 1. Taf.) Jena, G. Fischer, 1894; 28. S. 8., Würzburg, Med. Fak., Inaug.-Diss. V. 1894
- Kathariner, L., Über die Entwicklung v. Gyrodactylus elegans v. Nrdem., s.: Jahrbücher, zoologische. VII. Suppl.-Bd. 3. Kathariner, L. (aus Fulda: Die Gattung Gyrodactylus v. Nrdm. Aus: Arb. aus d. zool.-zoot. Inst. Würzburg, Bd. x.-M.3 Taf.) Wiesbaden, C. W. Kreidel, 1894; 2 Bl., 127 – 164 S. 8   Würzburg. Phil. Fak. Inaug.-Diss. V. 1894.

### In Zeitungen und Zeitschriften
- Cheloniana. Biologisches aus dem Leben der Schildkröten „Sonderdruck aus „Blätter für Aquarien- und Terrarienkunde“, 1918, Nr. 23“
- Das Leben in der Tiefsee. „Wissenschaftliche Beilage zur Germania – Blätter für Literatur, Wissenschaft und Kunst, Nr. 37, Jahrgang 1911,  Berlin, Donnerstag 14. September.“
- Mein Vivarium. Eine naturwissenschaftliche Plauderei, Teil I. „Buchenblätter“, Unterhaltungsbeilage zur Fuldaer Zeitung vom 27. Februar 1920.
- Mein Vivarium. Eine naturwissenschaftliche Plauderei, Teil II. „Buchenblätter“, Unterhaltungsbeilage zur Fuldaer Zeitung vom 5. März 1920.
- Aus der Frauenwelt. Pelz und Federn „Feuilleton der Kölnischen Volkszeitung Nr. 312, vom 9. April 1912“
- Der Flug des Menschen und der Tiere.  „Wissenschaftliche Beilage zur Germania.- Blätter für Literatur, Wissenschaft und Kunst, Nr. 23, Jahrgang 1911, Berlin, Donnerstag 8. Juni.“
- Die Dinosaurier.  „Wissenschaftliche Beilage zur Germania.- Blätter für Literatur, Wissenschaft und Kunst, Nr. 19, Jahrgang 1912, Berlin, Donnerstag 9. Mai.“
- Die Perle. (Teil 1) „Buchenblätter“, Unterhaltungsbeilage zur Fuldaer Zeitung vom 3. Februar 1912.
- Die Perle (Schluss)  „Buchenblätter“, Unterhaltungsbeilage zur Fuldaer Zeitung vom 10. Februar 1912.